# 로버트 퍼스
로버트 에드윈 퍼스(영어: Robert Edwin Firth; 1887년 2월 20일, 셸던 ~ 1966년 날짜 미상)은 선수 시절 버밍엄, 웰링턴 타운, 노팅엄 포리스트, 포트 베일, 그리고 사우스엔드 유나이티드에서 활약한 잉글랜드의 전 축구 선수이다. 그는 풋볼 리그 242경기에 출전해 22골을 기록하였다. 그는 감독이 되고 나서 스페인 라 리가의 라싱 산탄데르와 레알 마드리드를 지도하였고, 산탄데르를 이끌고 1930-31 시즌에 준우승을 거두었고, 마드리드를 이끌고는 2차례 중부 선수권 대회를 우승하였으며, 라 리가에서 1932-33 시즌에 정상에 올랐으며, 1933-34 시즌에는 같은 대회 준우승을 기록하였다.

## 선수 경력
퍼스는 버밍엄 코퍼레이션 트랜스포트와 골더스 그린을 거쳐 버밍엄에 입단하였다. 그는 1909-10 시즌에 2부 리그와 FA컵을 통틀어 9경기에 출전했다. 1910년 12월 10일, 그는 1-0으로 이긴 링컨 시티와의 신실 뱅크 원정 경기에서 풋볼 리그 개인 1호골을 기록하였고, 1910-11 시즌에 18번 더 출전하여 2골을 추가했다. 세인트 앤드루스를 떠난 퍼스는 웰링턴 타운과 노팅엄 포리스트를 거쳐, 제1차 세계 대전에서 왕립 야전 포병대(RFA)로 복역하고 1921년 6월에 포트 베일로 이적하였다. 그는 첫 골을 8월 29일, 3-0으로 이긴 클랩턴 오리엔트와의 올드 레크리에이션 그라운드 안방 경기에서 수확하였다. 이후, 그는 1921-22 시즌, 39번의 2부 리그 경기에서 5골을 기록하였고, 1922년에 노스 스태퍼드셔 양호배를 공동 우승한 주역이었다. 그러나, 그는 시즌이 끝나고 방출되었고, 이후 사우스엔드 유나이티드로 이적하였다.

## 감독 경력
그는 1930년부터 1932년까지 라싱 산탄데르를 지도했다. 그는 산탄데르 감독으로서 1930-31 시즌에 우승을 거둔 아틀레틱 빌바오에 이어 골득실 차로 라 리가 준우승을 이끌었다. 라싱은 1931-32 시즌에 4위의 성적을 거두기도 했다. 이후, 퍼스는 엘 사르디네로를 떠나 레알 마드리드의 지휘봉을 잡았다. 그는 차마르틴에서도 2년을 보냈는데, 1932-33 시즌에 마드리드의 리그 우승을 이끌었고, 1933-34 시즌에는 준우승을 거두었다. 그는 2년 연속으로 중부 선수권 대회 우승을 거두기도 하였다. 그는 1933년에 코파 델 프레시덴테 데 라 레푸블리카 결승 진출의 성과도 올렸는데, 류이스 콤파니스에서 벌어진 이 결승전에서 아틀레틱 빌바오에게 1-2로 패하였다.

## 경력 통계
| 구단                  | 시즌      | 리그명        | 리그 | 리그 | FA컵 | FA컵 | 합계 | 합계 |
| 구단                  | 시즌      | 리그명        | 출장 | 골   | 출장 | 골   | 출장 | 골   |
| --------------------- | --------- | ------------- | ---- | ---- | ---- | ---- | ---- | ---- |
| 버밍엄                | 1909–10   | 2부 리그      | 8    | 0    | 1    | 0    | 9    | 0    |
| 버밍엄                | 1910–11   | 2부 리그      | 17   | 2    | 1    | 0    | 18   | 2    |
| 버밍엄                | 합계      | 합계          | 25   | 2    | 2    | 0    | 27   | 2    |
| 노팅엄 포리스트       | 1911–12   | 2부 리그      | 31   | 4    | 1    | 0    | 32   | 4    |
| 노팅엄 포리스트       | 1912–13   | 2부 리그      | 25   | 1    | 1    | 0    | 26   | 1    |
| 노팅엄 포리스트       | 1913–14   | 2부 리그      | 37   | 6    | 2    | 0    | 39   | 6    |
| 노팅엄 포리스트       | 1919–20   | 2부 리그      | 30   | 2    | 1    | 0    | 31   | 2    |
| 노팅엄 포리스트       | 1920–21   | 2부 리그      | 18   | 1    | 0    | 0    | 18   | 1    |
| 노팅엄 포리스트       | 합계      | 합계          | 141  | 14   | 5    | 0    | 146  | 14   |
| 포트 베일             | 1921–22   | 2부 리그      | 39   | 5    | 1    | 0    | 40   | 5    |
| 사우스엔드 유나이티드 | 1922–23   | 3부 리그 남부 | 37   | 1    | 4    | 1    | 41   | 2    |
| 경력 합계             | 경력 합계 | 경력 합계     | 242  | 22   | 12   | 1    | 254  | 23   |

## 수상
포트 베일
- 노스 스태퍼드셔 양호배: 1922 (공동 우승)

레알 마드리드
- 라 리가: 1932–33
- 중부 선수권 대회: 1933, 1934